# إندرا كومار
إندرا كومار (ولدت باسم إندرا إيراني) هي مخرجة ومنتجة أفلام هندية. حصل على خمسة ترشيحات لجائزة فيلم فير، كما ظهر في عدد من الأفلام باللغة الغوجاراتية. آخر فيلم أنتجه هو الحمد لله (2022).
بدأ كومار مسيرته في الإخراج والإنتاج مع فيلم Dil (1990) ثم أخرج أفلام الدراما المختلفة القائمة على المفاهيم Beta (1992)، و Raja (1995)، و Ishq (1997)؛ وكانت جميعها من بين أعلى الأفلام الهندية ربحًا في السنوات المعنية وكانت ناجحة على المستويين النقدي والتجاري. حصل على ترشيحين لجائزة فيلم فير لأفضل مخرج عن فيلمي بيتا وراجا. وقد تبع ذلك عددًا من الأفلام متوسطة الإيرادات أو الإخفاقات التجارية، مما تسبب في انتكاسة، باستثناء الفيلم الكوميدي Masti (2004)، والذي انتهى بفيلم Dhamaal (2007). واصل كومار صنع أفلام كوميدية ناجحة تجاريًا بما في ذلك Double Dhamaal (2011) و Grand Masti (2013) و Total Dhamaal (2019). ويحتل الأخير مرتبة بين الأفلام الهندية الأعلى ربحًا ويظل أعلى إصدار له حتى الآن.

## الحياة الشخصية
وهو شقيق الممثلة أرونا إيراني. وهو والد الممثلة شويتا كومار.

## فيلموغرافيا

### كمخرج
- ديل (1990)
- بيتا (1992)
- راجا (1995)
- عشق (1997)
- مان (1999)
- عاشق (2001)
- ريشتي (2002)
- ماستي (2004)
- بياري موهان (2006)
- دهامال (2007)
- دابل دهامال (2011)
- جراند ماستي (2013)
- سوبر ناني (2014)
- ماستي الكبير (2016)
- توتال دهامال (2019)
- الحمد لله (2022)
- فول اون توتال دهامال[6] (2025)

### كمنتج
- محبة (1985)
- كاسام (1988)
- بابا كول (2009)
- تيرا يار هون مين (2025)

## روابط خارجية
- إندرا كومار على موقع IMDb (الإنجليزية)
- إندرا كومار على موقع ألو سيني (الفرنسية)
- إندرا كومار على موقع أول موفي (الإنجليزية)
- إندرا كومار على موقع قاعدة بيانات الفيلم (الإنجليزية)
- إندرا كومار على موقع كينوبويسك (الروسية)